# Junas Naciri
Junas Naciri (Diemen, 18 juni 1973) is een Nederlands voetballer die als middenvelder speelde.
Naciri begon zijn loopbaan bij Telstar en speelde daarna ook bij Haarlem. Hierna ging hij naar Portugal en hij speelde tot 2008 op Cyprus.

## Loopbaan
- 1991/92  Telstar
- 1992/95  CD Lugo
- 1995/00  Haarlem
- 2000/03  União Madeira
- 2003/05  Rio Ave FC
- 2006/07  Moreirense FC
- 2007/08  Enosis Neon Paralimni
- 2008/09  UD Lavrense